# Heterophleps euthygramma
Heterophleps euthygramma är en fjärilsart som beskrevs av Eugen Wehrli 1932. Heterophleps euthygramma ingår i släktet Heterophleps och familjen mätare. Inga underarter finns listade i Catalogue of Life.